# Cristóbal Aburto
Cristóbal Alejandro Aburto Tinoco (Morelia, 2 de octubre de 1975) es un deportista mexicano que compitió en judo. Ganó una medalla de bronce en el Campeonato Panamericano de Judo de 1996, en la categoría de –56 kg.

## Palmarés internacional
| Campeonato Panamericano | Campeonato Panamericano | Campeonato Panamericano | Campeonato Panamericano |
| Año                     | Lugar                   | Medalla                 | Categoría               |
| ----------------------- | ----------------------- | ----------------------- | ----------------------- |
| 1996                    | San Juan (Puerto Rico)  | Medalla de bronce       | –56 kg                  |